# Anaerocolumna aminovalerica
Anaerocolumna aminovalerica es una especie de bacteria grampositiva del género Anaerocolumna. Fue descrita en el año 2016. Anteriormente conocida como Clostridium aminovalericum. Su etimología hace referencia a ácido aminovalérico. Es anaerobia estricta, móvil y formadora de esporas terminales. Tiene un tamaño de 0,4-0,6 μm de ancho por 0,8-1,2 μm de largo. Crece de forma individual, en parejas y en algunos casos en cadenas cortas de 3-5 células. Forma colonias amarillentas con bordes translúcidos. Temperatura de crecimiento óptima entre 31-37 °C. Se ha aislado de lodos de depuradora. 